# Boris y Natasha
Boris y Natasha es una película cómica estadounidense de 1992, basada en la serie de televisión animada The Rocky and Bullwinkle Show. Aunque los personajes de Rocky y Bullwinkle no aparecen en la película, se les conoce con los nombres de "Agente Alce" y "Agente Ardilla". Esto se debió a la incapacidad de la compañía productora de asegurar los derechos de los personajes animados para utilizarlos en el filme. Originalmente destinada a tener su estreno en cines, la película fue producida por Management Company Entertainment Group para Showtime Networks, y se emitió por el canal Showtime el 17 de abril de 1992.

## Sinopsis
Boris y Natasha son dos ineptos agentes secretos que deben viajar a los Estados Unidos para realizar una misión terriblemente arriesgada, en la que deben encontrar a un importante científico y llevarlo de vuelta a su país.

## Reparto
- Dave Thomas es Boris Badenov.
- Sally Kellerman es Natasha Fatale.
- John Calvin es Harve.
- Andrea Martin es Toots.
- Paxton Whitehead es Anton / Kreeger Paulovitch.
- Christopher Neame es el líder.
- Alex Rocco es Sheldon Kaufman.
- John Candy es Kalishak.
- Sid Haig es el coronel Gorda.
- John Travolta es él mismo.
- Amy Brandis es Olga Badenov.
- Steve Como es Gerald Fatale.
- Corey Burton es el narrador.